# Saint-Sulpice-et-Cameyrac
Pour les articles homonymes, voir Saint-Sulpice.
Saint-Sulpice-et-Cameyrac (prononcé en français : [sɛ̃ sylpis e kameʁak] ; en occitan (gascon) : Sent Sulpici e Camairac) est une commune du Sud-Ouest de la France, située dans le département de la Gironde en région Nouvelle-Aquitaine, à seulement une vingtaine de kilomètres au nord-est de Bordeaux et à une quinzaine de kilomètres au sud de Libourne.

## Géographie
Située dans le département de la Gironde, en région Nouvelle-Aquitaine, Saint-Sulpice-et-Cameyrac est une commune qui bénéficie d’une situation géographique privilégiée. À mi-chemin entre Bordeaux (environ 20 km à l'ouest) et Libourne (environ 15 km à l'est), elle est nichée dans la vallée de la Dordogne.

### Localisation
La commune de Saint-Sulpice se situe dans l'Entre-deux-Mers, entre Garonne et Dordogne, et dans l'aire d'attraction de Bordeaux et son unité urbaine, entre Bordeaux et Libourne. Elle est bordée à l'ouest par la Laurence, un ruisseau affluent de la Dordogne.

#### Communes limitrophes
Les communes limitrophes sont Izon, Beychac-et-Caillau, Montussan, Saint-Loubès et Vayres.
| Saint-Loubès |                           | Izon   |
|              | Saint-Sulpice-et-Cameyrac |        |
| Montussan    | Beychac-et-Caillau        | Vayres |

### Relief et paysages
Le territoire de Saint-Sulpice-et-Cameyrac s’étend sur environ 15 km2 et offre une alternance harmonieuse de plaines agricoles, de collines boisées, et de vignobles. La commune est légèrement vallonnée, avec une altitude moyenne d'environ 20 mètres, variant entre 3 et 64 mètres. Ces reliefs doux favorisent des panoramas ouverts sur les vignes et les bois.
Les paysages sont typiques de l'Entre-deux-Mers, une région réputée pour ses sols fertiles et ses vignobles prestigieux. Les vignes qui entourent la commune font partie de l'appellation Bordeaux et Bordeaux-supérieur.

### Hydrographie
La commune est traversée par plusieurs ruisseaux, notamment le Gestas, un affluent de la Dordogne, qui irrigue ses terres agricoles. Ces cours d'eau contribuent à la richesse de la biodiversité locale et à l'irrigation des cultures. Proche de la Dordogne, Saint-Sulpice-et-Cameyrac profite aussi d'un climat tempéré océanique, avec des hivers doux et des étés agréablement chauds.

### Climat
Pour des articles plus généraux, voir Climat de la Nouvelle-Aquitaine et Climat de la Gironde.
Historiquement, la commune est exposée à un climat océanique aquitain.  
En 2020, Météo-France publie une typologie des climats de la France métropolitaine dans laquelle la commune est exposée à un climat océanique et est dans la région climatique  Aquitaine, Gascogne, caractérisée par une pluviométrie abondante au printemps, modérée en automne, un faible ensoleillement au printemps, un été chaud (19,5 °C), des vents faibles, des brouillards fréquents en automne et en hiver et des orages fréquents en été (15 à 20 jours).
Pour la période 1971-2000, la température annuelle moyenne est de 13 °C, avec une amplitude thermique annuelle de 14,7 °C. Le cumul annuel moyen de précipitations est de 856 mm, avec 11,6 jours de précipitations en janvier et 6,6 jours en juillet. Pour la période 1991-2020, la température moyenne annuelle observée sur la station météorologique la plus proche, située sur la commune de Saint-Gervais à 13 km à vol d'oiseau, est de 13,9 °C et le cumul annuel moyen de précipitations est de 824,9 mm,. Pour l'avenir, les paramètres climatiques de la commune estimés pour 2050 selon différents scénarios d’émission de gaz à effet de serre sont consultables sur un site dédié publié par Météo-France en novembre 2022.

### Voies de communication et transports
La commune est traversée par la D242, une route départementale qui la relie rapidement aux grands axes, notamment l'A89, menant à Bordeaux et Libourne. Cette proximité avec des pôles urbains majeurs, tout en conservant son caractère paisible, fait de Saint-Sulpice-et-Cameyrac un lieu prisé pour les familles et les amateurs de tranquillité.
La commune est desservie par le réseau interurbain de Gironde TransGironde, lignes 301 et 3011, Bordeaux Buttinière - Libourne par Saint-Loubès. Elle est également desservie par le TER Nouvelle-Aquitaine à partir de la gare de Saint-Sulpice - Izon (ligne ferroviaire de Bordeaux Paris).

## Urbanisme

### Typologie
Au 1er janvier 2024, Saint-Sulpice-et-Cameyrac est catégorisée petite ville, selon la nouvelle grille communale de densité à sept niveaux définie par l'Insee en 2022.
Elle appartient à l'unité urbaine de Bordeaux, une agglomération intra-départementale regroupant 73  communes, dont elle est une commune de la banlieue,,. Par ailleurs la commune fait partie de l'aire d'attraction de Bordeaux, dont elle est une commune de la couronne,. Cette aire, qui regroupe 275 communes, est catégorisée dans les aires de 700 000 habitants ou plus (hors Paris),.

### Occupation des sols

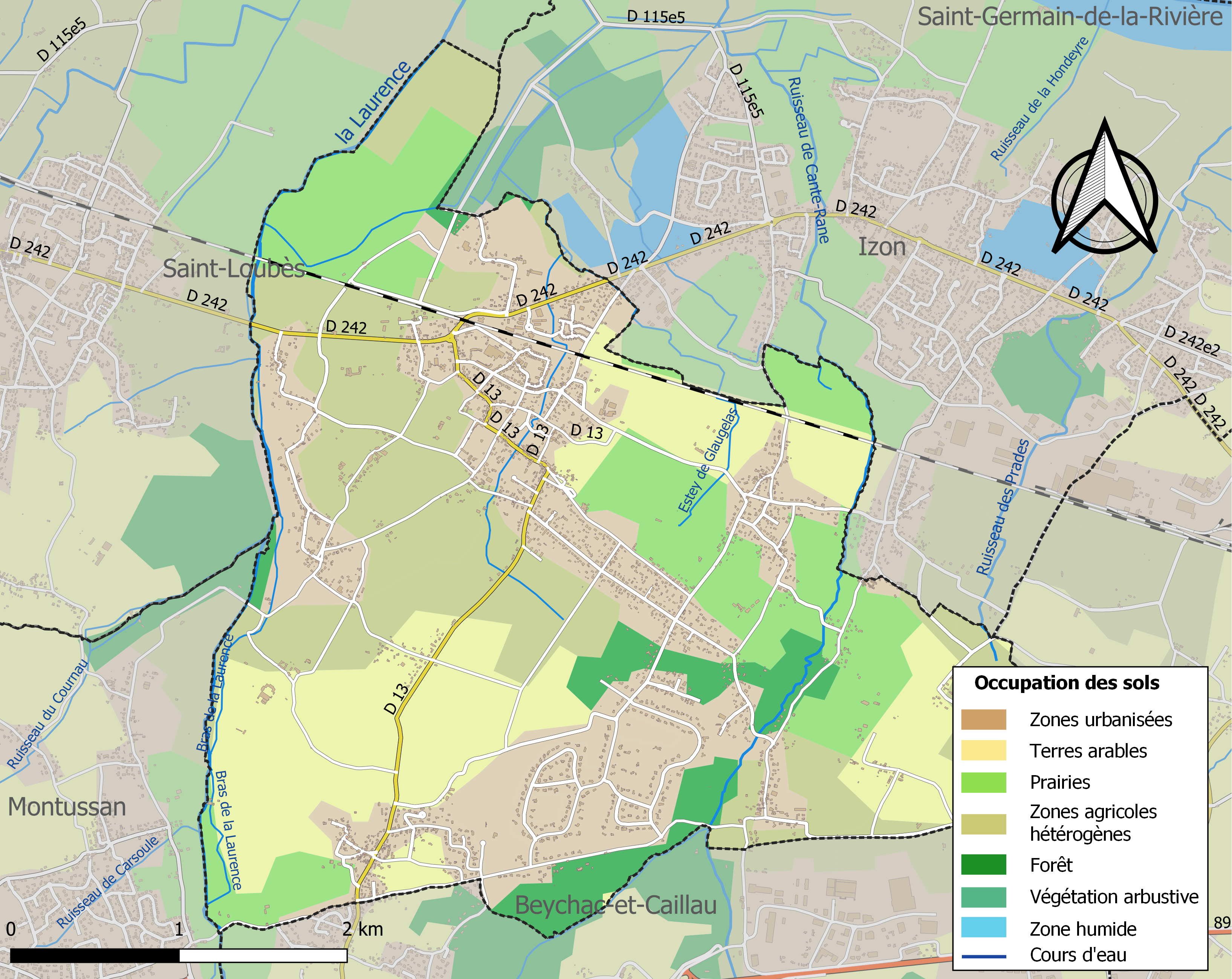
Carte des infrastructures et de l'occupation des sols de la commune en 2018 (CLC).

L'occupation des sols de la commune, telle qu'elle ressort de la base de données européenne d’occupation biophysique des sols Corine Land Cover (CLC), est marquée par l'importance des territoires agricoles (64,2 % en 2018), en diminution par rapport à 1990 (74,7 %). La répartition détaillée en 2018 est la suivante : 
zones urbanisées (26,9 %), zones agricoles hétérogènes (23,5 %), cultures permanentes (23,1 %), prairies (17,6 %), forêts (5,8 %), espaces verts artificialisés, non agricoles (3,1 %). L'évolution de l’occupation des sols de la commune et de ses infrastructures peut être observée sur les différentes représentations cartographiques du territoire : la carte de Cassini (XVIIIe siècle), la carte d'état-major (1820-1866) et les cartes ou photos aériennes de l'IGN pour la période actuelle (1950 à aujourd'hui).

### Risques majeurs
Le territoire de la commune de Saint-Sulpice-et-Cameyrac est vulnérable à différents aléas naturels : météorologiques (tempête, orage, neige, grand froid, canicule ou sécheresse), inondations, mouvements de terrains et séisme (sismicité faible). Il est également exposé à un risque technologique, la rupture d'un barrage. Un site publié par le BRGM permet d'évaluer simplement et rapidement les risques d'un bien localisé soit par son adresse soit par le numéro de sa parcelle.

#### Risques naturels
La commune fait partie du territoire à risques importants d'inondation (TRI) de Libourne, regroupant les 20 communes concernées par un risque de submersion marine ou de débordement de la Dordogne, un des 18 TRI qui ont été arrêtés fin 2012 sur le bassin Adour-Garonne. Les événements significatifs aux XIXe et XXe siècles sont les crues de 1843 (6,80 m l'échelle de Libourne), de 1866 (6,40 m) et du 10 février 1944 (6,38 m) et du 27 décembre 1999 (6,36 m). Au XXIe siècle, les événements les plus marquants sont les crues de mars 2010 (5,55 m) et du 31 janvier 2014 (5,97 m). Des cartes des surfaces inondables ont été établies pour trois scénarios : fréquent (crue de temps de retour de 10 ans à 30 ans), moyen (temps de retour de 100 ans à 300 ans) et extrême (temps de retour de l'ordre de 1 000 ans, qui met en défaut tout système de protection). La commune a été reconnue en état de catastrophe naturelle au titre des dommages causés par les inondations et coulées de boue survenues en 1982, 1983, 1989, 1993, 1999, 2009, 2013 et 2021,.
Les mouvements de terrains susceptibles de se produire sur la commune sont des tassements différentiels.

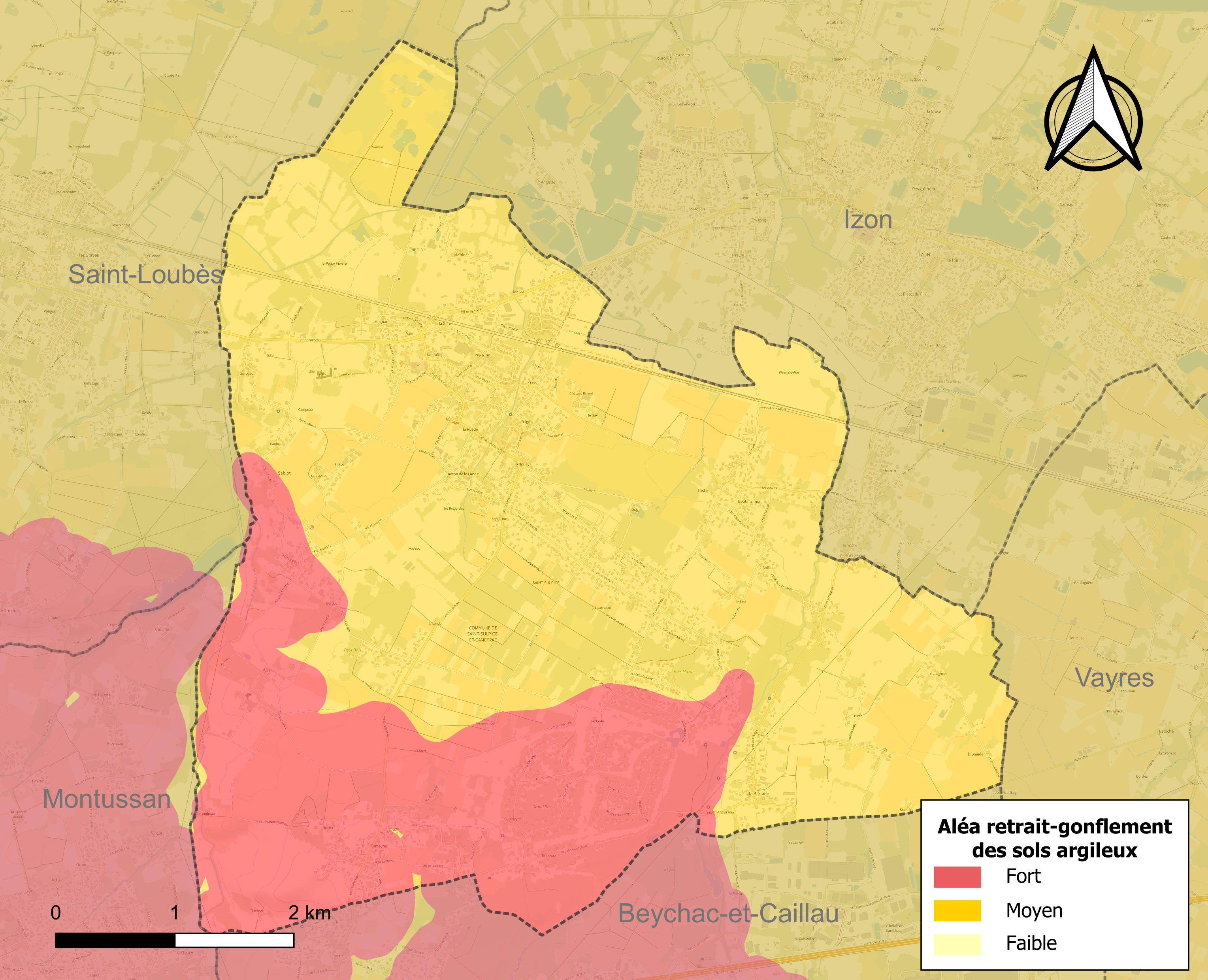
Carte des zones d'aléa retrait-gonflement des sols argileux de Saint-Sulpice-et-Cameyrac.

Le retrait-gonflement des sols argileux est susceptible d'engendrer des dommages importants aux bâtiments en cas d’alternance de périodes de sécheresse et de pluie. La totalité de la commune est en aléa moyen ou fort (67,4 % au niveau départemental et 48,5 % au niveau national). Sur les 1 906 bâtiments dénombrés sur la commune en 2019, 1 906 sont en aléa moyen ou fort, soit 100 %, à comparer aux 84 % au niveau départemental et 54 % au niveau national. Une cartographie de l'exposition du territoire national au retrait gonflement des sols argileux est disponible sur le site du BRGM,.
Concernant les mouvements de terrains, la commune a été reconnue en état de catastrophe naturelle au titre des dommages causés par la sécheresse en 1991, 2003, 2011, 2015 et 2017 et par des mouvements de terrain en 1999.

#### Risques technologiques
La commune est en outre située en aval du  barrage de Bort-les-Orgues, un ouvrage sur la Dordogne de classe A soumis à PPI, disposant d'une retenue de 477 millions de mètres cubes. À ce titre elle est susceptible d’être touchée par l’onde de submersion consécutive à la rupture de cet ouvrage.

## Histoire

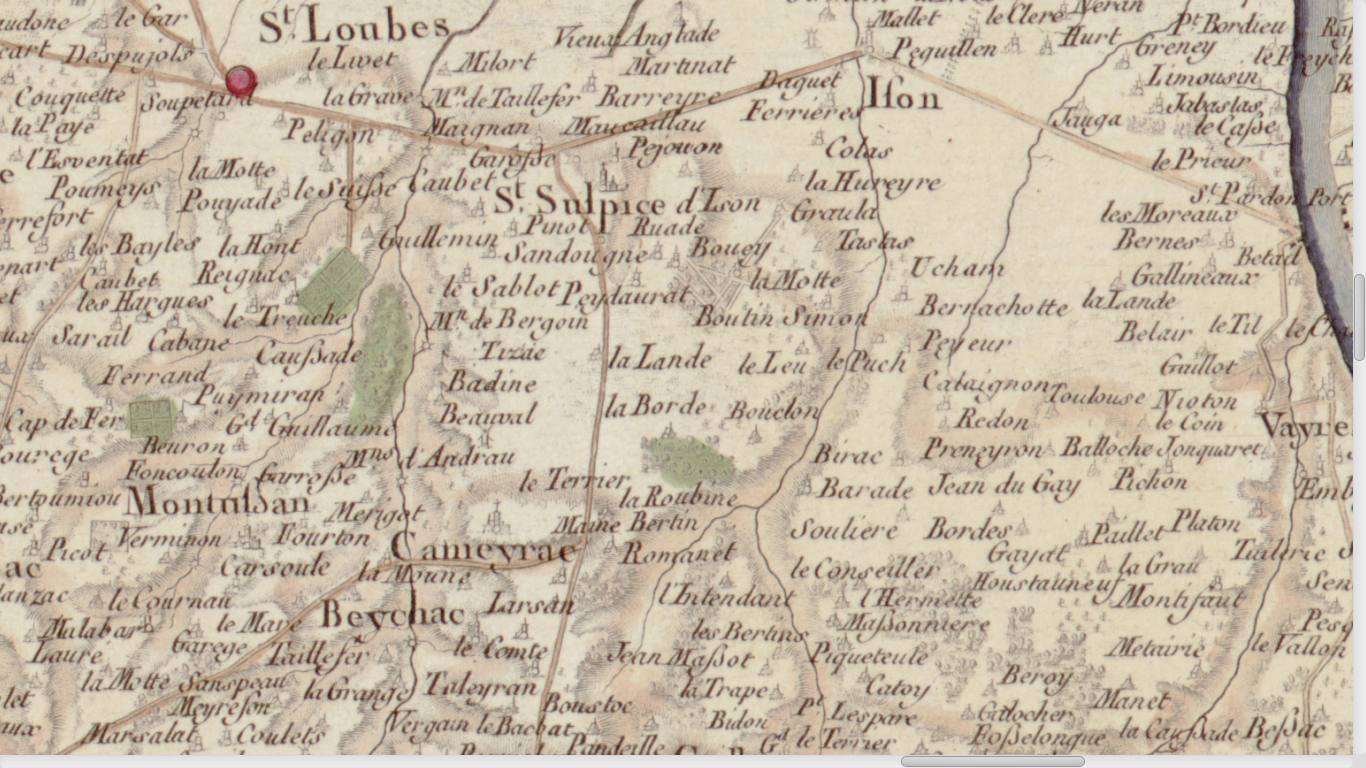
Carte de Cassini, 1756.

L'histoire de la commune est marquée par la fusion de deux villages distincts : Saint-Sulpice et Cameyrac. Saint-Sulpice, dont le nom provient de saint Sulpice le Pieux, évêque de Bourges au VIIe siècle, fut un point d'arrêt pour les pèlerins sur la route de Saint-Jacques-de-Compostelle. Cameyrac, quant à lui, trouve ses racines dans le mot latin Caminus, signifiant four ou cheminée, probablement en raison des activités artisanales qui s'y développaient.
De nombreuses découvertes de vestiges gallo-romains ont été signalées par Léo Drouyn en 1875 :
- une villa autour de l'église Saint-Ciers : pierres réemployées, briques à rebord et poteries ;
- des sépultures en tegulae au sud-est de l'église ;
- des substructions au lieu-dit Châtillon ;
- un habitat avec citerne et sépultures en tegulae au lieu-dit Le Leu ;
- des murs romains au village du Sablot ;
- une ruine près de l'église de Birac au lieu-dit Les Clans.
- la voie romaine reliant Burdigala et Vesunna traverse la commune comme en témoigne le toponyme de la Caussade ; le chemin de la Reine n'a pas été daté[28].

La dédicace à saint Sulpice laisse présumer une fondation dès le Haut Moyen Âge. La conquête de nouvelles terres à défricher, encouragée par les abbayes de Saint-Jean d’Angély et de Sainte-Croix de Bordeaux, détentrices de droits sur la paroisse, est à placer à la charnière des XIe siècle et XIIe siècle.
Durant le Moyen Âge, les terres de Saint-Sulpice et Cameyrac furent placées sous l'influence des seigneurs locaux et de l'Église. Plusieurs bâtiments religieux, comme l'église Saint-Sulpice, témoignent de cette époque. Cet édifice, construit en pierre calcaire, a traversé les siècles et reste un témoin essentiel de l'histoire locale. La commune se situe au cœur d’un terroir viticole remarquable. Dès le XVIe siècle, les terres fertiles de Cameyrac ont été exploitées pour la production de vin. Aujourd’hui encore, Saint-Sulpice-et-Cameyrac est connue pour ses vignobles, produisant des vins rouges, blancs et rosés en appellation Bordeaux et Bordeaux Supérieur. Ces crus perpétuent une tradition viticole séculaire qui participe à l'identité culturelle de la commune.
Une motte est portée sur la carte de Cassini, sur la rive gauche du ruisseau passant à Birac.
- À la Révolution, la paroisse Saint-Sulpice de Bernac (ou d'Izon) forme la commune de Saint-Sulpice et la paroisse Saint-Cyr de Cameyrac la commune de Cameyrac. Le 15 juin 1812, la commune de Cameyrac est rattachée à celle de Saint-Sulpice qui devient Saint-Sulpice-et-Cameyrac[30],[31].

La commune était formée de deux villages, alors qu'une lande presque sans habitation les séparait. Le territoire de la commune est formé d'un plateau descendant au nord vers les marais du Padouen,,, sans atteindre la Dordogne et culminant à 60 m au coteau de Cameyrac. La commune est limitée à l'ouest par la vallée de la Laurence, à l'est par la vallée du Canterane et la colline qui le borde ; au sud la limite suit grossièrement le tracé de l'antique voie impériale de Bordeaux à Périgueux, qui passe par Vayres.
Au XIXe siècle, Saint-Sulpice-et-Cameyrac a connu un essor économique grâce à son emplacement stratégique près de Bordeaux et de Libourne. L’arrivée du chemin de fer a facilité les échanges, renforçant ainsi le dynamisme de la commune. Au fil du XXe siècle, la fusion administrative entre Saint-Sulpice et Cameyrac a consolidé leur identité commune tout en favorisant leur modernisation.
De nos jours, la commune est réputée pour son cadre de vie paisible, son golf de renommée régionale, et ses initiatives en faveur du développement durable.

## Politique et administration
La commune de Saint-Sulpice-et-Cameyrac appartient à l'arrondissement de Bordeaux. À la suite du découpage territorial de 2014 entré en vigueur à l'occasion des élections départementales de 2015, la commune est transférée du canton de Carbon-Blanc supprimé au nouveau canton de la Presqu'île,. Carbon-Blanc fait également partie de la communauté de communes Les Rives de la Laurence.

## Population et société

### Démographie
Les habitants de Saint-Sulpice-et-Cameyrac sont appelés les Saint-Sulpiciens et Cameyracais.
| 1793 | 1800 | 1806 | 1821  | 1831  | 1836  | 1841  | 1846  | 1851  |
| ---- | ---- | ---- | ----- | ----- | ----- | ----- | ----- | ----- |
| 823  | 799  | 791  | 1 088 | 1 076 | 1 075 | 1 103 | 1 077 | 1 073 |

| 1856  | 1861  | 1866  | 1872  | 1876  | 1881  | 1886  | 1891  | 1896  |
| ----- | ----- | ----- | ----- | ----- | ----- | ----- | ----- | ----- |
| 1 088 | 1 079 | 1 087 | 1 065 | 1 063 | 1 068 | 1 026 | 1 044 | 1 062 |

| 1901  | 1906  | 1911  | 1921  | 1926  | 1931  | 1936  | 1946  | 1954  |
| ----- | ----- | ----- | ----- | ----- | ----- | ----- | ----- | ----- |
| 1 012 | 1 134 | 1 111 | 1 210 | 1 064 | 1 143 | 1 073 | 1 023 | 1 098 |

| 1962  | 1968  | 1975  | 1982  | 1990  | 1999  | 2006  | 2008  | 2013  |
| ----- | ----- | ----- | ----- | ----- | ----- | ----- | ----- | ----- |
| 1 142 | 1 406 | 1 936 | 3 215 | 3 520 | 3 932 | 4 199 | 4 271 | 4 552 |

| 2018  | 2022  | - | - | - | - | - | - | - |
| ----- | ----- | - | - | - | - | - | - | - |
| 4 643 | 4 879 | - | - | - | - | - | - | - |

### Sports
- Golf de Bordeaux-Cameyrac : Un parcours de golf privé créé en 1970. Il se compose d'un premier parcours de 9 trous et d'un second de 18 trous, boisé avec lac et vue panoramique sur le Bordelais.

## Culture locale et patrimoine

### Lieux et monuments
On trouve trois monuments inscrits ou classés dans la commune et plus d'une vingtaine de bâtiments inscrits dans l'Inventaire général du patrimoine culturel.
| - L'église Saint-Jean-Baptiste - L'église Saint-Roch - La croix |

Les monuments inscrits ou classés :
- Église Saint-Jean-Baptiste de Cameyrac du XIVe siècle, inscrite au titre des monuments historiques en 1925[44].
- Église Saint-Roch de Saint-Sulpice du XIIe siècle. L'abside a été inscrite au titre des monuments historiques en 1925[45].
- La croix de cimetière, gothique du XVIe siècle, dans le cimetière entourant l'église Saint-Roch, est classée au titre des monuments historiques depuis 1908[46].

|  |

|  |

Dans l'Inventaire général du patrimoine culturel on trouve :
- Trois croix de chemin ou croix de carrefour : rue de la Croix, avenue de Maucaillou et près de l'église Saint-Jean à Cameyrac.

La croix de rue de la Croix est décrite par Léo Drouyn :
Croix de carrefour à Saint-Sulpice-d'Izon, canton du Carbon-Blanc (Gironde) (XVIe siècle).
« Cette croix m'a paru trop peu intéressante pour être gravée ; elle est située à 500 mètres environ au sud-ouest de l'église de Saint-Sulpice-d'Izon, dans un ancien carrefour qui vient d'être dénaturé. Elle doit être de la même époque que celle du cimetière, et faite probablement par le même artiste.
Sur un socle carré s'élève une base carrée surmontée d'une colonne octogone. Les angles de la base sont reliés par des boules aux faces de l'octogone. Une corniche sert de chapiteau.
La croix proprement dite est très simple, mais ne doit pas être complète, car on voit, aux extrémités des bras, des trous qui ont dû servir à adapter des ornements. À l'occident, est un crucifix avec nimbe crucifère et pieds attachés avec un seul clou. À l'orient, la Sainte Vierge debout porte dans ses bras l'enfant Jésus. Tout cela est d'un dessin très ordinaire et fort dégradé. »
Quoique peu remarquable ce monument doit être conservé avec soin, car les croix de carrefour bien conservées sont fort rares.
La croix est inscrite à l'Inventaire général du patrimoine culturel le 30 novembre 2001.
La croix de chemin, avenue Maucaillou est en pierre de taille calcaire et celle de Cameyrac, place de l'église, a son fût en pierre et sa croix en fonte.
- Monument aux morts réalisé par le sculpteur Edmond Chrétien en 1921. L’œuvre est inscrit[49] à l'Inventaire général du patrimoine culturel le 30 novembre 2001.

|  |

- Le château Badines est un manoir fortifié construit dans la deuxième moitié du XVIe siècle. Elle appartenait à la famille Rubran depuis 1530 jusqu'à la Révolution.

L'édifice était composé d'un logis fortifié et de dépendances qui ouvraient sur une cour fermée par un portail. Le logis est composé de deux corps de bâtiment en équerre avec tours d'angles. Des toits de tuile creuse couvrent l'ensemble sauf les tours, qui sont couvertes de toits coniques ; au sud, l'échauguette en pierre de taille est couverte d'un toit en pavillon de tuile plate. L'escalier en vis est situé dans la tour méridionale. La tour nord porte toujours le blason de la famille de Rubran.
Le bâtiment a été considérablement remanié au XVIIe et XIXe siècles, mais certains dépendances du XVIIe siècle existent toujours (puits et arcades).
Le manoir est inscrit à l'Inventaire général du patrimoine culturel le 30 novembre 2001.
- Le château Quantin : La maison noble de Quantin existe depuis la fin du XVIe siècle, elle figure sur la carte de Belleyme. L'édifice est composé d'un corps de logis en rez-de-chaussée, avec un avant-corps central à fronton, flanqué de pavillons à un étage carré et un étage de comble, prolongés en retour d'équerre par des dépendances formant une cour ouverte. L'aile orientale des dépendances est composée de bâtiments qui forment une deuxième cour.

Le bâtiment a été reconstruit à la fin du XVIIIe siècle et réaménagé au XIXe siècle avec l'adjonction des pavillons. Les dépendances sont agrandies à cette époque et un jardin régulier, qui figure sur le plan cadastral de 1825, mais qui n'existe plus. Un portail du XVIIIe siècle, en ruine, se trouve au bord de la route de Saint-Loubès-Izon.
Le manoir est inscrit à l'Inventaire général du patrimoine culturel le 30 novembre 2001.
- Château Beauval, bâti pour M. de Loyac vers 1780, est composé d'un logis et de dépendances en rez-de-chaussée formant une cour fermée par un mur de clôture avec porte cochère. L'intérieur est réaménagé et les dépendances agrandies au XIXe siècle par les propriétaires, la famille Alphand, mais petit à petit le domaine périclite. En 2011, les nouveaux propriétaires restaurent le bâtiment dans son état d'origine.

Le château Beauval est inscrit à l'Inventaire général du patrimoine culturel le 30 novembre 2001. C'est actuellement une exploitation viticole sous le nom de Château Leroy-Beauval.
- Sculpture de l'artiste et maître carrossier bordelais Paul Bracq qui orne le rond-point à l'intersection des routes départementales D13 et D242 depuis 2000.

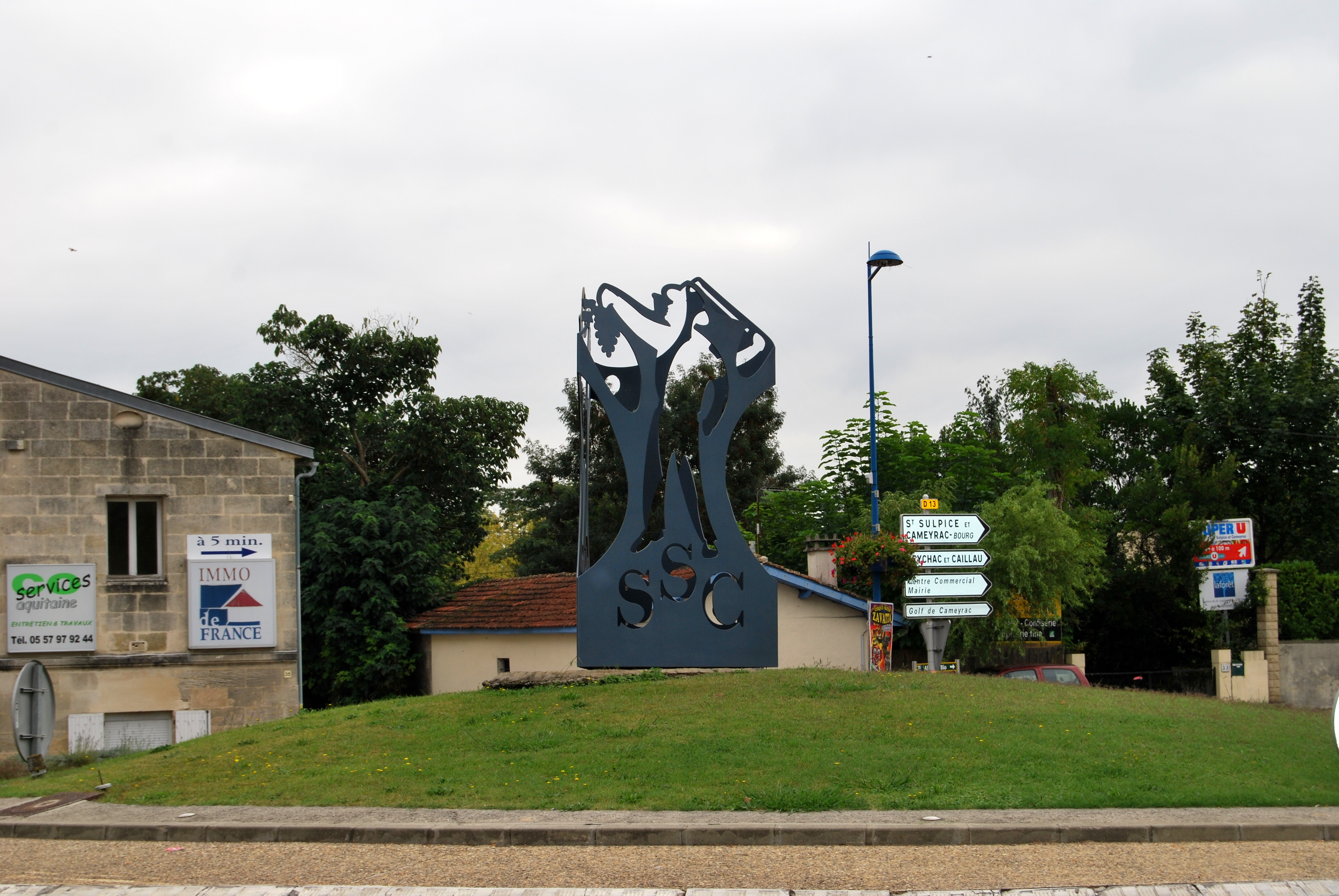
Sculpture de Paul Bracq

### Personnalités liées à la commune
- Léo Drouyn (1816-1896) y séjourna dans son enfance sur le domaine du Gay.
- Jean-Charles-Adolphe Alphand (1817-1891), un ingénieur des ponts et chaussées, connu pour son travail d'embellissement de Paris avec le baron Haussmann, était propriétaire du château Beauval.
- Edmond Chrètien (1883-1945), sculpteur, auteur du monument aux morts de la commune.
- Jean-Yves Mano, homme politique né en 1947 dans la commune.
- Paul Bracq, peintre, sculpteur, maître carrossier bordelais.
- William John Ellison, mathématicien britannique, spécialiste en théorie des nombres.

### Saint-Sulpice-et-Cameyrac autrefois

Le bourg
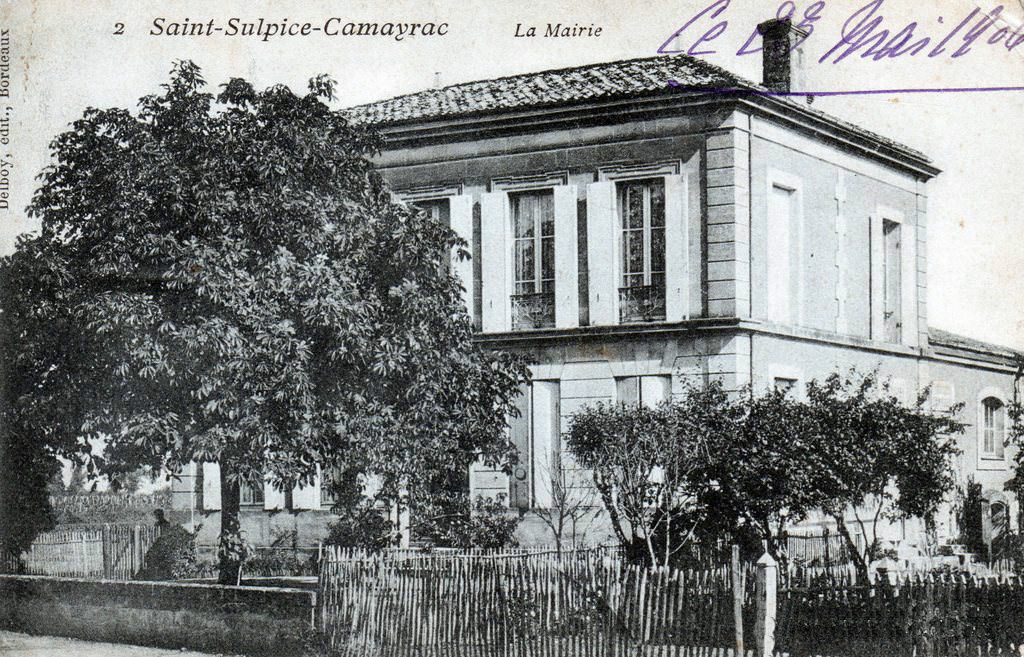
L'ancienne Mairie
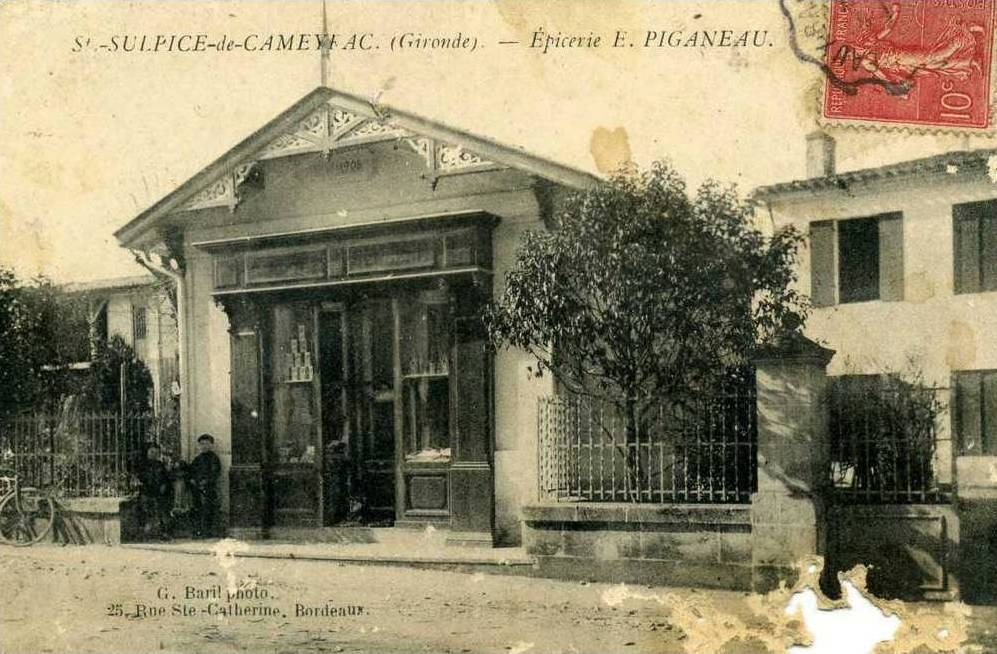
L'épicerie
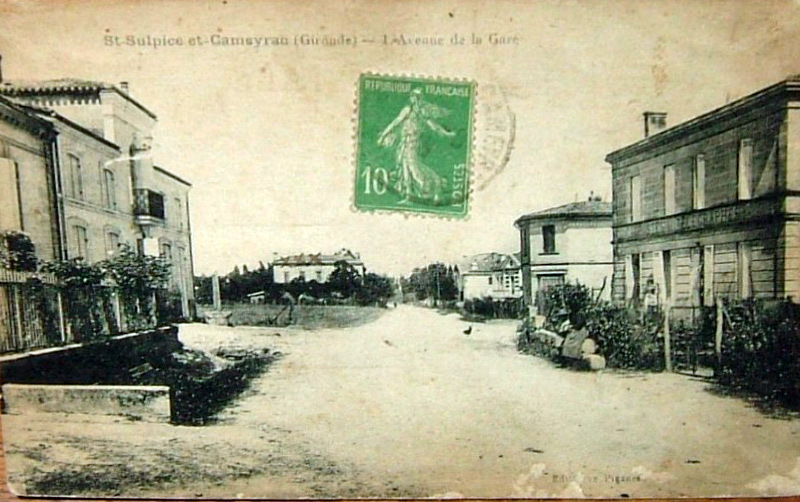
Avenue de la gare
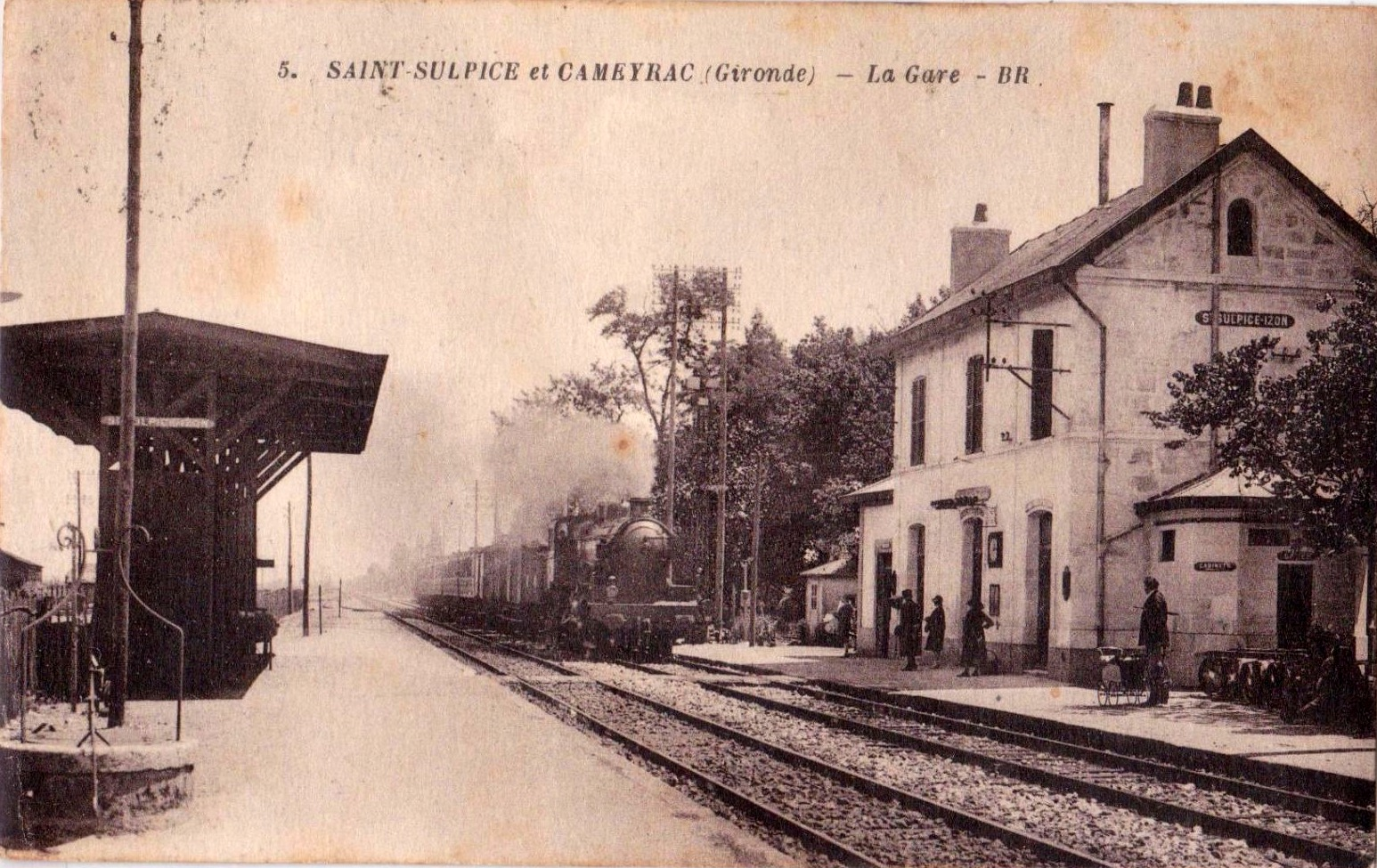
La gare
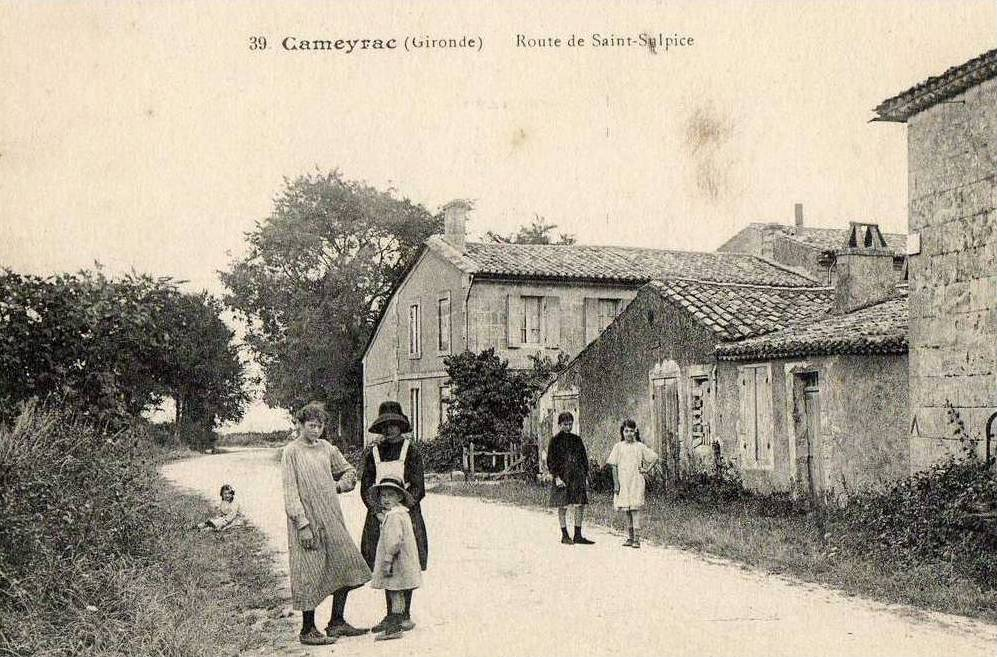
Route de St Sulpice
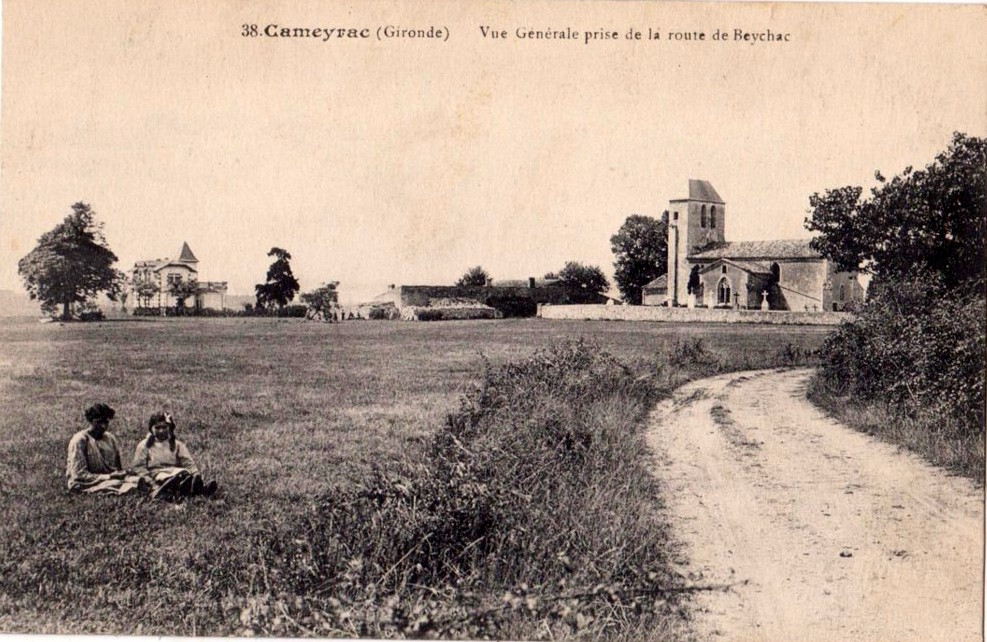
Route de Beychac

Les châteaux
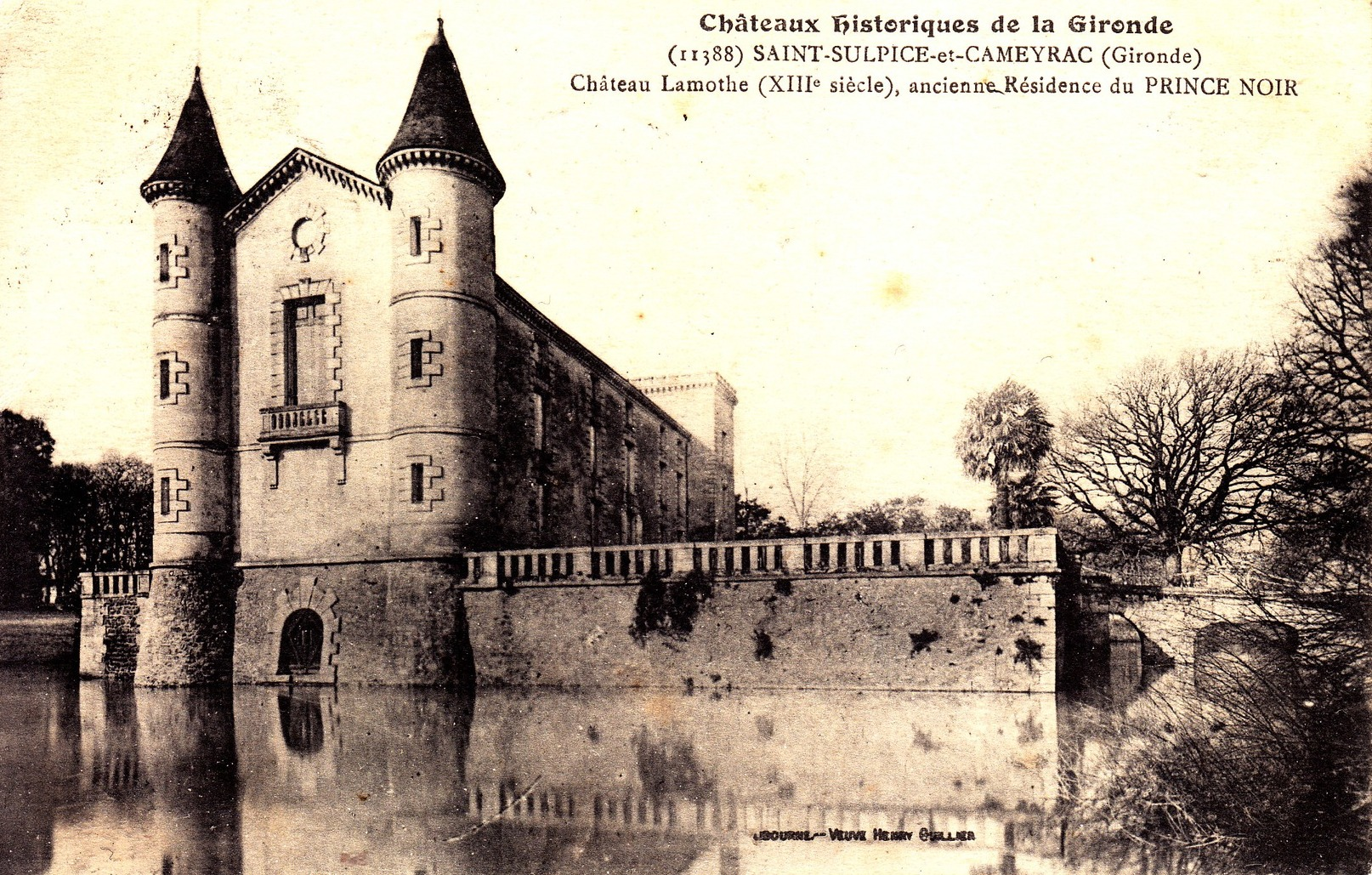
Château Lamothe
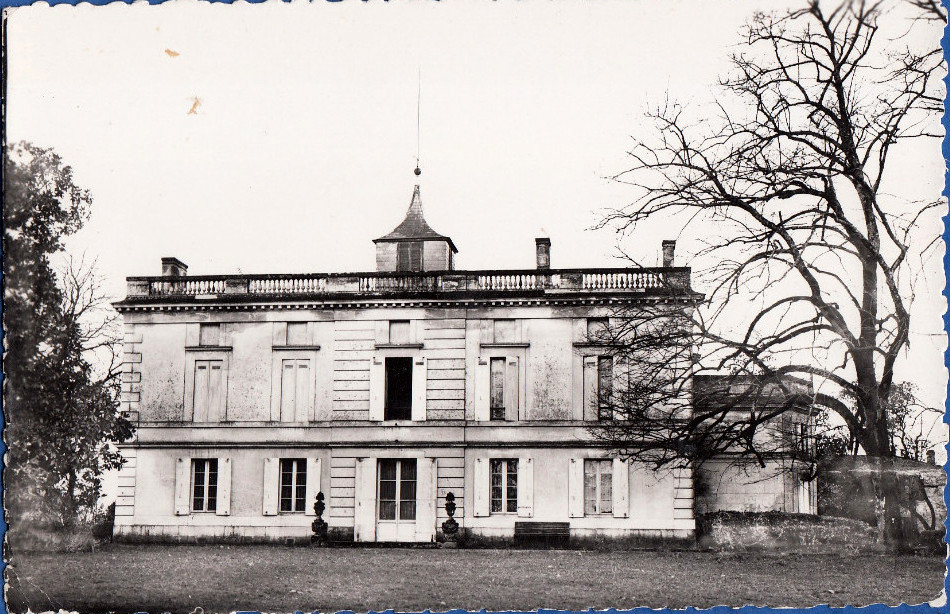
Château Laville
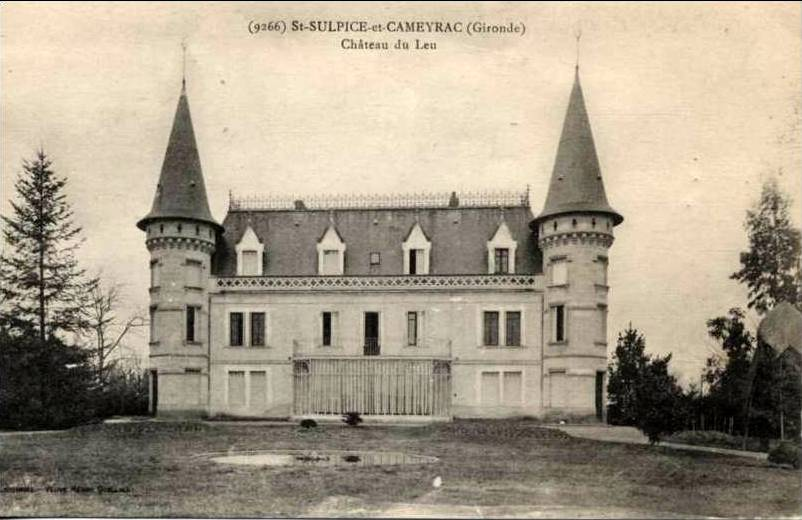
Château Le Leu
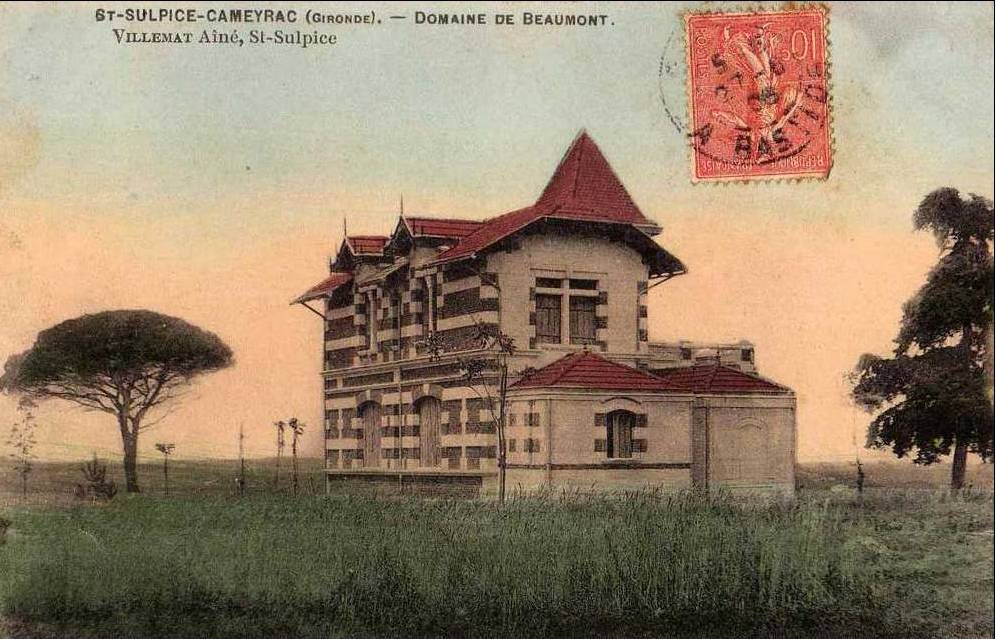
Domaine de Beaumont
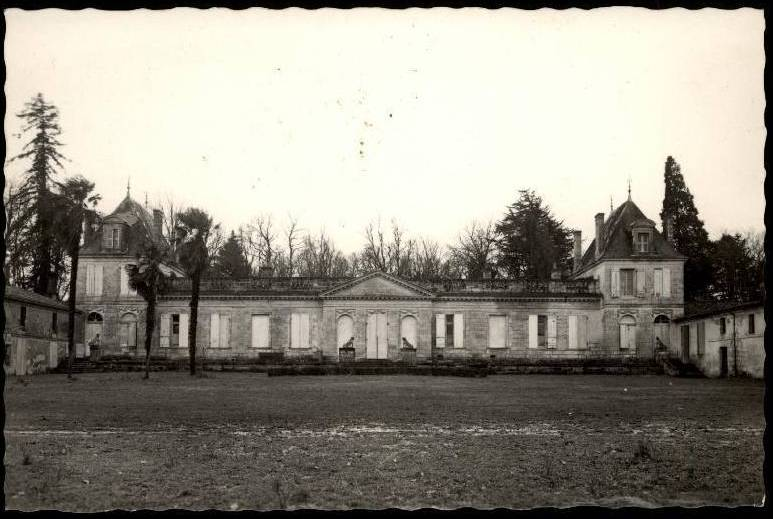
Château St Quantin
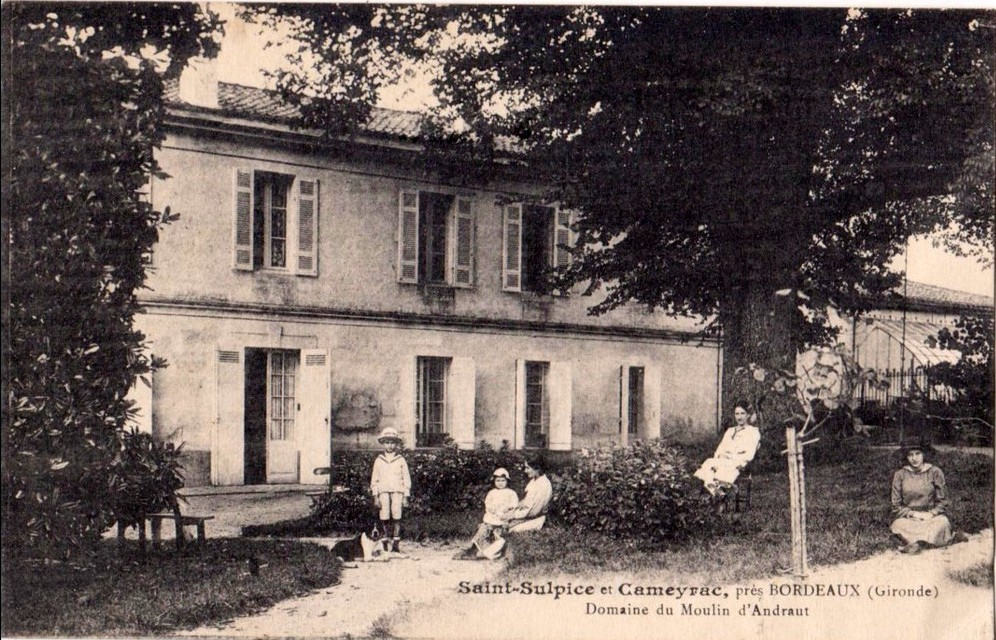
Moulin d'Andraut

### Héraldique
| Blason de Saint-Sulpice-et-Cameyrac | Blason  | D’azur, à la cotice d’argent accompagnée de deux façades de chapelle d’or, une en chef et une en pointe, et deux tours d’argent maçonnées de sable, une à dextre et une à senestre, à la grappe de raisin de gueules tigée au naturel et feuillée de sinople brochant en abîme. Devise / Cri« Suis droit mon chemin » |
| Blason de Saint-Sulpice-et-Cameyrac | Détails | Officiel, présent sur le site internet de la commune |